# 三塬镇
三塬镇，是中华人民共和国甘肃省临夏回族自治州永靖县下辖的一个乡镇级行政单位。

## 行政区划
三塬镇下辖以下地区：
下塬村、新建村、塬中村、高白村、两合村、胥塬村、海塬村、东风村、向阳村、三联村和刘家塬村。